# (9335) 1991 AA1
1991 أي أي 1 (ويعرف أيضًا باسم (9335) 1991 أي أي 1 وفق تسمية الكوكب الصغير) (بالإنجليزية: 1991 AA1)‏ هو كويكب ضمن حزام الكويكبات؛ وترتيبه 9335 من حيث الاكتشاف.
اكتُشف هذا الجُرم الفلكي بواسطة Yoshio Kushida ‏ في 10 يناير 1991.

## وصلات خارجية
- (9335) 1991 AA1 في قاعدة بيانات مختبر الدفع النفاث لأجرام النظام الشمسي الصغيرة

- الاكتشاف · مخطط المدار ·  العناصر المدارية · المعلمات المادية

- (9335) 1991 AA1 على موقع ويكي سكاي: DSS2, SDSS, GALEX, IRAS, Hydrogen α, X-Ray, Astrophoto, Sky Map, Articles and images